# Diachasmimorpha dacusii
Diachasmimorpha dacusii är en stekelart som först beskrevs av Cameron 1906.  Diachasmimorpha dacusii ingår i släktet Diachasmimorpha och familjen bracksteklar. Inga underarter finns listade i Catalogue of Life.